# HTH Ligaen 2021-22
 Ikke at forveksle med Bambusa Kvindeligaen 2021-22.
HTH Ligaen 2021-22 er den 86. sæson af Håndboldligaen, den bedste herrerække i håndbold i Danmark. GOG vandt turneringen, da de slog Aalborg Håndbold i finalen med cifrene 25-25 og 27-26. TMS Ringsted og Skive fH rykkede ud.

## Format
Turneringen bliver afviklet med et grundspil og et slutspil. I grundspillet spiller alle holdene mod hinanden ude og hjemme, og ved afslutningen heraf går de otte bedste videre til playoff. Playoffspillet for de bedste hold foregår i to puljer af fire hold, der spiller alle mod alle ude og hjemme. Efter dette afgør slutspillet DM-medaljerne, idet de to bedst placerede fra hver pulje går videre til semifinalerne. Semifinalerne bliver spillet bedst af tre kampe, og vinderne af semifinalerne går i finalen, mens taberne spiller bronzematch. Begge disse opgør blev ligeledes spillet bedst af tre kampe.
På grund af komplicationer omkring Aarhus Håndbold's konkurs og Skive fH's oprykning i den foregående sæson, havde ligaen i denne udgave ekstraordinært 15 hold i stedet for de normale 14. Derfor var der 2 runder mere i grundspillet og de 2 dårligst placerede hold i grundspillet rykker ned i 1. division, i det stedet for den normale en.
Vinderen af 1. division rykker automatisk op. Holdene, der slutter som nr. 9-13 i grundspillet i Håndboldligaen spiller kvalifikationsspil mens holdene, der slutter som nr. 2 og 3 i 1. division spiller opspil. Det nederst placerede hold i kvalifikationsspillet, møder det hold fra 1. division der vant opspillet. Vinderen spiller i Håndboldligaen næste sæson, taberen spiller i 1. division.

## Holdinformationer
I sidste sæson blev Århus Håndbold begæret konkurs efter afslutningen af grundspillet. De blev trekket ur ligaen og TMS Ringsted, der sluttede sidst i ligaen og skulle rykkes ned, beholder sin plads. Dette blev dog besluttet, efter at Skive fH og Nordsjælland Håndbold allerede var kvalificeret, og sæson 2021/22 vil derfor bestå af 15 hold i stedet for 14.
| Hold                           | Sted                        | Hal                                                   | Kapacitet         |
| ------------------------------ | --------------------------- | ----------------------------------------------------- | ----------------- |
| Aalborg Håndbold               | Aalborg                     | Sparekassen Danmark Arena                             | 5.000             |
| Skanderborg Aarhus Håndbold    | Aarhus Skanderborg          | Ceres Arena Fælledhallen                              | 4.700 1.790       |
| Bjerringbro-Silkeborg Håndbold | Silkeborg Bjerringbro       | Jysk Arena                                            | 3.900             |
| GOG                            | Gudme                       | Phønix Tag Arena                                      | 2.645             |
| Lemvig-Thyborøn Håndbold       | Lemvig                      | Arena Vestjylland Forsikring                          | 1.400             |
| KIF Håndbold                   | Kolding                     | Sydbank Arena                                         | 2.650 4.500       |
| Mors-Thy Håndbold              | Nykøbing Mors Thisted       | Sparekassen Thy Arena Mors Thy Hallen                 | 1.500 1.336       |
| TMS Ringsted                   | Ringsted                    | Dansk Kabel TV Arena                                  | 1.200             |
| Ribe-Esbjerg                   | Esbjerg Ribe                | Blue Water Dokken Ribe Fritidscenter                  | 3.570 2.000       |
| Skive fH                       | Skive                       | Interfjord Arena                                      | 1.080             |
| Skjern Håndbold                | Skjern                      | Skjern Bank Arena                                     | 2.400             |
| SønderjyskE                    | Sønderborg                  | Broager Sparekasse Skansen                            | 2.200             |
| TTH Holstebro                  | Holstebro                   | Gråkjær Arena                                         | 3.250             |
| Fredericia HK                  | Fredericia                  | thansen Arena                                         | 2.700             |
| Nordsjælland Håndbold          | Helsinge Helsingør Hillerød | Helsinge-Hallen Helsingør-Hallen Royal Stage Hillerød | 1.500 2.400 3.040 |

## Grundspil

### Tabel
| Hold                     | K  | V  | U | L  | MF  | MI  | MD   | P  |
| ------------------------ | -- | -- | - | -- | --- | --- | ---- | -- |
| GOG                      | 28 | 25 | 2 | 1  | 929 | 794 | +135 | 52 |
| Aalborg Håndbold         | 28 | 23 | 1 | 4  | 931 | 808 | +123 | 47 |
| Skjern Håndbold          | 26 | 18 | 1 | 7  | 810 | 751 | +59  | 37 |
| Skanderborg AGF          | 28 | 17 | 2 | 9  | 800 | 755 | +45  | 36 |
| Bjerringbro-Silkeborg    | 28 | 17 | 2 | 9  | 846 | 805 | +41  | 36 |
| Fredericia HK            | 28 | 14 | 1 | 13 | 833 | 831 | +2   | 29 |
| Mors-Thy Håndbold        | 28 | 12 | 2 | 14 | 819 | 798 | +21  | 26 |
| Ribe-Esbjerg HH          | 28 | 12 | 0 | 16 | 798 | 815 | −17  | 24 |
| Lemvig-Thyborøn Håndbold | 28 | 9  | 4 | 15 | 744 | 838 | −94  | 22 |
| Nordsjælland Håndbold    | 28 | 8  | 5 | 15 | 769 | 810 | −41  | 21 |
| SønderjyskE Håndbold     | 28 | 9  | 3 | 16 | 711 | 801 | −90  | 21 |
| KIF Kolding              | 28 | 7  | 5 | 16 | 800 | 858 | −58  | 19 |
| TTH Holstebro            | 28 | 9  | 1 | 18 | 820 | 858 | −38  | 19 |
| TMS Ringsted             | 28 | 8  | 3 | 17 | 805 | 872 | −67  | 19 |
| Skive fH                 | 28 | 6  | 3 | 19 | 751 | 842 | −91  | 15 |

Kilde:

## Slutspil

### Pulje 1
| Pos | Hold                        | K | V | U | T | M+  | M-  | MF  | P  | Kvalifikation       |
| --- | --------------------------- | - | - | - | - | --- | --- | --- | -- | ------------------- |
| 1   | GOG                         | 6 | 5 | 0 | 1 | 175 | 171 | +4  | 12 | Advance to playoffs |
| 2   | Bjerringbro-Silkeborg       | 6 | 5 | 0 | 1 | 184 | 160 | +24 | 10 | Advance to playoffs |
| 3   | Skanderborg Aarhus Håndbold | 6 | 2 | 0 | 4 | 165 | 172 | −7  | 5  |                     |
| 4   | Ribe-Esbjerg HH             | 6 | 0 | 0 | 6 | 167 | 188 | −21 | 0  |                     |

1. ↑  GOG tog 2 point med fra grundspillet.
2. ↑  Skanderborg Aarhus Håndbold tog 1 point med fra grundspillet.

### Group 2
| Pos | Hold                    | K | V | U | T | M+  | M-  | MF  | P  | Kvalifikation       |
| --- | ----------------------- | - | - | - | - | --- | --- | --- | -- | ------------------- |
| 1   | Aalborg Håndbold        | 6 | 5 | 0 | 1 | 190 | 176 | +14 | 12 | Advance to Playoffs |
| 2   | Skjern Håndbold         | 6 | 4 | 0 | 2 | 181 | 163 | +18 | 9  | Advance to Playoffs |
| 3   | Mors-Thy Håndbold       | 6 | 2 | 0 | 4 | 193 | 193 | 0   | 4  |                     |
| 4   | Fredericia Håndboldklub | 6 | 1 | 0 | 5 | 165 | 197 | −32 | 2  |                     |

1. ↑  Aalborg Håndbold tog 2 point med fra grundspillet.
2. ↑  Skjern Håndbold tog 1 point med fra grundspillet.

### Semifinaler
| Dato    | Dato    | Dato    | Dato   | Hjemmehold i 1. kamp | Hjemmehold i 2. kamp  | Resultat | Resultat | Resultat |
| 1. kamp | 2. kamp | 3. kamp | Samlet | Hjemmehold i 1. kamp | Hjemmehold i 2. kamp  | 1. kamp  | 2. kamp  | 3. kamp  |
| ------- | ------- | ------- | ------ | -------------------- | --------------------- | -------- | -------- | -------- |
| 25.05   | 01.06   | 04.06   | 94-82  | GOG                  | Skjern Håndbold       | 33-23    | 27-30    | 34-29    |
| 25.05   | 01.06   |         | 55-48  | Aalborg              | Bjerringbro-Silkeborg | 24-22    | 31-26    |          |

- Der spilledes bedst af 3 kampe. I tilfælde af pointlighed efter kamp 2, spilledes en afgørende 3. kamp.

### Bronzekamp
| Dato    | Dato    | Hjemmehold i 1. kamp | Hjemmehold i 2. kamp  | Resultat | Resultat | Resultat |
| 1. kamp | 2. kamp | Hjemmehold i 1. kamp | Hjemmehold i 2. kamp  | Samlet   | 1. kamp  | 2. kamp  |
| ------- | ------- | -------------------- | --------------------- | -------- | -------- | -------- |
| 08.06   | 11.06   | Skjern               | Bjerringbro-Silkeborg | 59-65    | 28-30    | 31-34    |

- Der spilledes bedst af 3 kampe. I tilfælde af pointlighed efter kamp 2, spilledes en afgørende 3. kamp.

### Finale
| Dato    | Dato    | Hjemmehold i 1. kamp | Hjemmehold i 2. kamp | Resultat | Resultat | Resultat |
| 1. kamp | 2. kamp | Hjemmehold i 1. kamp | Hjemmehold i 2. kamp | Samlet   | 1. kamp  | 2. kamp  |
| ------- | ------- | -------------------- | -------------------- | -------- | -------- | -------- |
| 08.06   | 12.06   | GOG                  | Aalborg Håndbold     | 52-51    | 25-25    | 27-26    |

- Der spilledes bedst af 3 kampe. I tilfælde af pointlighed efter kamp 2, spilledes en afgørende 3. kamp.

## Nedrykningsspil

### Nedrykningstabel
| Pos | Hold                     | K | V | U | T | M+  | M-  | MF  | P | Kvalifikation eller nedrykning |
| --- | ------------------------ | - | - | - | - | --- | --- | --- | - | ------------------------------ |
| 9   | SønderjyskE Herrer       | 4 | 4 | 0 | 0 | 144 | 118 | +26 | 9 |                                |
| 10  | Nordsjælland Håndbold    | 4 | 2 | 1 | 1 | 124 | 121 | +3  | 7 |                                |
| 11  | Lemvig-Thyborøn Håndbold | 4 | 2 | 0 | 2 | 123 | 127 | −4  | 6 |                                |
| 12  | KIF Kolding              | 4 | 0 | 2 | 2 | 122 | 127 | −5  | 3 |                                |
| 13  | TTH Holstebro (O)        | 4 | 0 | 1 | 3 | 121 | 141 | −20 | 1 | Nedrykningskampe               |

1. ↑  SønderjyskE Herrer tog 1 point med fra grundspillet.
2. ↑  Nordsjælland Håndbold tog 2 point med fra grundspillet.
3. ↑  Lemvig-Thyborøn Håndbold tog 2 point med fra grundspillet.
4. ↑  KIF Kolding tog 1 point med fra grundspillet.

### Nedrykningskamp

#### Semifinale
| Dato    | Dato    | Dato    | Hjemmehold i 1. kamp | Hjemmehold i 2. kamp | Resultat | Resultat | Resultat | Resultat |
| 1. kamp | 2. kamp | 3. kamp | Hjemmehold i 1. kamp | Hjemmehold i 2. kamp | Samlet   | 1. kamp  | 2. kamp  | 3. kamp  |
| ------- | ------- | ------- | -------------------- | -------------------- | -------- | -------- | -------- | -------- |
| 23.04   | 01.05   | 07.05   | HØJ                  | Grindsted            | 88-75    | 28-22    | 29-31    | 31-22    |

- Der spilledes bedst af 3 kampe. I tilfælde af pointlighed efter kamp 2, spilledes en afgørende 3. kamp.

#### Finale
| Dato    | Dato    | Hjemmehold i 1. kamp | Hjemmehold i 2. kamp | Resultat | Resultat | Resultat | Resultat |
| 1. kamp | 2. kamp | Hjemmehold i 1. kamp | Hjemmehold i 2. kamp | Samlet   | 1. kamp  | 2. kamp  |          |
| ------- | ------- | -------------------- | -------------------- | -------- | -------- | -------- | -------- |
| 12.05   | 17.06   | TTH                  | HØJ                  | 67-53    | 35-26    | 33-27    |          |

- Der spilledes bedst af 3 kampe. I tilfælde af pointlighed efter kamp 2, spilledes en afgørende 3. kamp.

## Topscorere
| nr | navn                   | klub                  | antal mål |
| -- | ---------------------- | --------------------- | --------- |
| 1  | Jerry Tollbring        | GOG                   | 203       |
| 2  | Bjarke Christensen     | Mors-Thy Håndbold     | 174       |
| 3  | Martin Risom           | TMS Ringsted          | 167       |
| 4  | Lasse Mikkelsen        | Skjern Håndbold       | 146       |
| 5  | Erik Thorsteinsen Toft | Mors-Thy Håndbold     | 136       |
| 6  | Magnus Bramming        | TTH Holstebro         | 136       |
| 7  | Lukas Sandell          | Aalborg Håndbold      | 136       |
| 8  | Peter Balling          | KIF Kolding           | 135       |
| 9  | Jacob Lassen           | Bjerringbro-Silkeborg | 132       |
| 10 | William Bogojevic      | Bjerringbro-Silkeborg | 132       |

## All-Star hold
All-star holdet blev annonceret d. 1. juni 2022.
| Position     | Navn                 | Klub                  |
| ------------ | -------------------- | --------------------- |
| Målmand      | Christoffer Bonde    | Skjern Håndbold       |
| Venstre fløj | Jerry Tollbring      | GOG                   |
| Venstre back | Simon Pytlick        | GOG                   |
| Playmaker    | Felix Claar          | Aalborg Håndbold      |
| Streg        | Oscar Bergendahl     | GOG                   |
| Højre back   | Jacob Lassen         | Bjerringbro-Silkeborg |
| Højre fløj   | Oskar Vind Rasmussen | TMS Ringsted          |